# Aprilis

Aprilis ou mensis Aprilis (avril) est le quatrième mois du calendrier romain, après Martius (mars) et avant Maius (mai). Dans l'ancien calendrier romain, qui commençait avec le mois de mars, Aprilis était le deuxième des dix mois dans l'année. Aprilis avait 30 jours dans le calendrier de la République romaine, avec un jour ajouté lors de la réforme produite par le calendrier julien, au milieu des années 40 av. J.-C.
Aprilis était marqué par une série de fêtes consacrées à des aspects de la vie rurale en relation avec les nombreuses occupations des agriculteurs en ce mois. Avec l'urbanisation de Rome, la signification des cérémonies s'est élargie, notamment celle des Parilia, série de fêtes pastorales très anciennes, célébrées comme l'anniversaire (dies natalis) de la fondation de Rome. Le mois était essentiellement consacré à des divinités de sexe féminin ou ambigu, s'ouvrant aux Calendes sur la fête de Vénus.

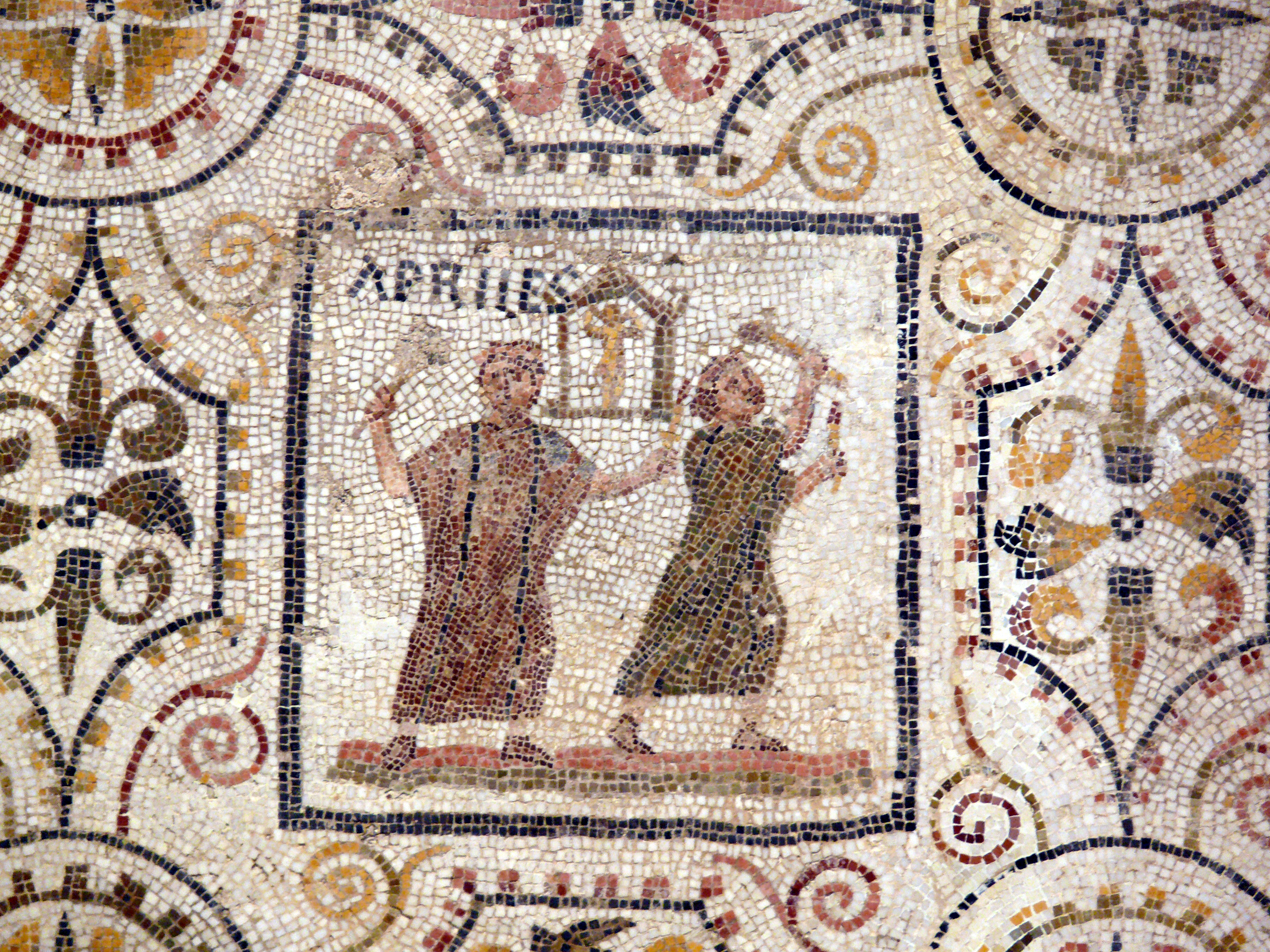
Panneau Aprilis de la mosaïque des mois d'El Djem, Tunisie, première moitié du IIIe siècle.

## Nom du mois
Les Romains pensaient que le nom d'Aprilis était dérivé de aperio, aperire, verbe qui signifie « ouvrir ». Les Fasti Praenestini offrent une explication plus développée, précisant que « les fruits, les fleurs, les animaux, les mers et les terres s'ouvrent à ce moment-là ».
Certains antiquaires, ainsi qu'Ovide, dans son poème sur le calendrier romain, donnent une autre origine d'après Aphrodite, l'homologue grecque de Vénus, dont les fêtes marquent le début de ce mois. Aprilis pourrait être dérivé de la forme étrusque Apru/Aphrô, qui serait une Aphrodite étrusquisée, mais chez les Étrusques, ce mois était appelé Cabreas. Certains linguistes modernes font venir Aprilis du mot étrusque Ampile ou Amphile, basé sur une glose médiévale, conjecturant une origine dans le nom du mois thessalien Aphrios. Une origine indo-européenne a également été proposée, à comparer au sanskrit âpara et au latin alter « l'autre de deux », en référence à sa position d'origine comme le deuxième mois de l'année. Varron et Cincius rejettent tous deux le rapport du nom d’Aprilis avec celui d’Aphrodite, si bien que l'étymologie populaire romaine à partir d’aperire est peut-être la bonne,.
Dans les dernières années du règne de Néron, le Sénat a brièvement renommé le mois d'avril Neronius en son honneur.

## Dans l'année agricole
Les  almanachs agricoles (menologia rustica) sont d'accord pour dire que Vénus, déesse des jardins dans la religion romaine, était la divinité tutélaire du mois d'avril, et que les moutons devaient y être purifiés (oves lustrantur). Dans son traité d'agriculture, Varron énumère des fonctions telles que le désherbage des cultures, le labourage de la terre, la coupe des saules, la clôture des prés, ainsi que la plantation et la taille des oliviers,.
La deuxième moitié du mois d'avril donnait lieu à des festivités en rapport avec les activités agricoles :
- 15 avril : les Fordicidia, fêtes de la fertilité et de l'accouplement des bêtes ;
- 21 : les Parilia, une fête de bergers ;
- 23 : les Vinalia, l'une des deux fêtes du vin (l'autre ayant lieu le 19 août) dans l'année religieuse ;
- 25 : les Robigalia, pour la protection des cultures contre les moisissures[7].

Parmi ces festivités, les Fordicidia et les Robigalia sont probablement les plus anciennes. William Warde Fowler, dont les travaux du début du XXe siècle sur les fêtes romaines restent un ouvrage de référence, affirme que les Fordicidia étaient « sans aucun doute l'un des plus anciens rites sacrificiels de la religion romaine ». La dernière partie du mois d'avril était consacrée à des jeux (ludi) en l'honneur de Cérès, déesse des moissons, dont le pouvoir s'étendait à la croissance et au cycle de vie des plantes. La fin du mois voyait se dérouler le début des jeux de Flore, déesse de la floraison, répertoriée par Varron comme l'une des douze principales divinités agricoles.

## Dates du mois

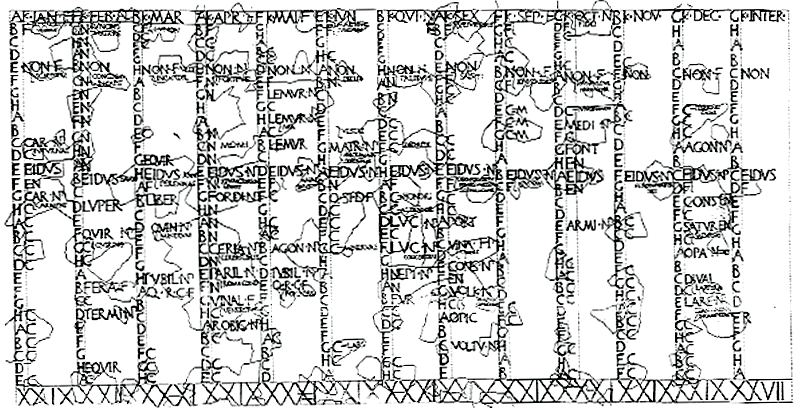
Dessin de l'assemblage des fragments des Fasti Antiates, un pré-calendrier julien montrant Aprilis (abrégé en APR) dans la partie supérieure de la quatrième colonne.

Les Romains ne comptaient pas les jours du premier jusqu'au dernier comme dans l'usage moderne. Au lieu de cela, ils avaient trois repères fixes pour chaque mois : les Nones (le 5e jour du mois, mais le 7e jour en mars, mai, juillet, octobre), les Ides (le 13e jour, mais le 15e en mars, mai, juillet, octobre), et les Calendes, qui sont le 1er jour du mois suivant. Les Nones d'avril tombaient donc le 5e jour, et les Ides le 13e. Le dernier jour d'avril était le pridie Kalendas Maias soit « la veille des Calendes de mai ». Le comptage romain est inclusif, ce qui veut dire qu'on comptait (sur ses doigts) le jour de départ et le jour d'arrivée : par exemple, pour les Romains, le 9 avril était ante diem V Idūs Apriles, soit « le 5e jour avant les Ides d'avril », généralement abrégé en a. d. V Id. Apr. (ou V Id. Apr., avec a. d. complètement omis), alors que pour nous, avec notre façon de compter, ce serait le quatrième jour ; de même, le 23 avril était a. d. IX Kal. Mai., « le 9e jour avant les Calendes de mai », alors qu'il est le huitième pour nous, et aussi pour le calendrier pré-julien (VIII Kal. Mai.), mais pour une autre raison : c'est parce que, dans cet ancien calendrier, le mois d'avril ne comptait que 29 jours.

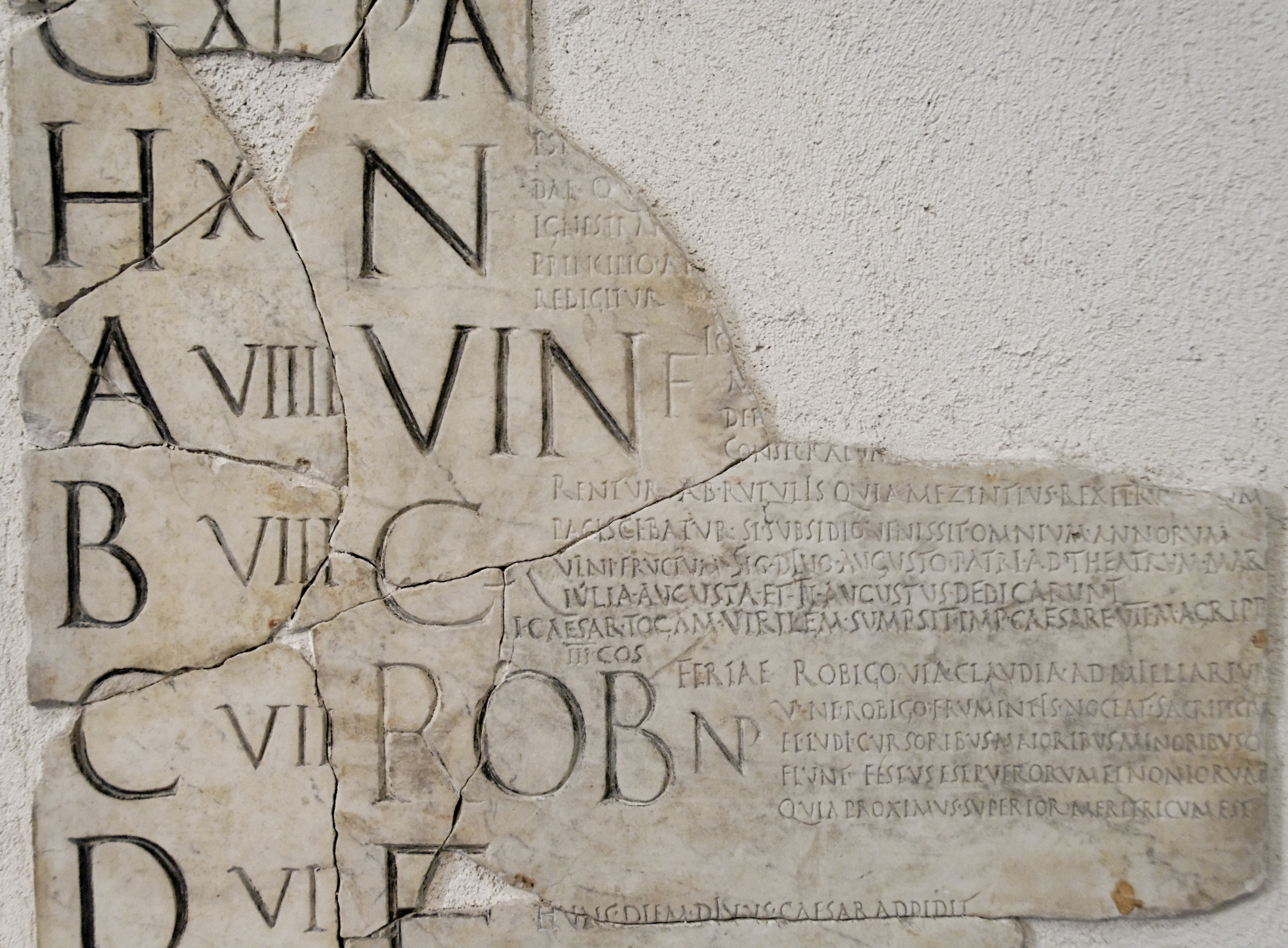
Fragment des Fasti Praenestini pour le mois d'avril, montrant les abréviations pour les Vinalia et les Robigalia (VIN et ROB), et les lettres nundinales sur le bord gauche. Musée national romain, Palais Massimo alle Terme.

Sous la République romaine et au début de l'Empire, le calendrier attribuait à chaque jour une lettre qui désignait son statut religieux légal. 
En avril, on a :
- F pour les dies fasti, jours où il était légal d'engager une action devant les tribunaux de droit civil ;
- C pour les dies comitiales, jours où le peuple romain pouvait tenir des assemblées (comitia), des élections et certains types de procédures judiciaires ;
- N pour dies nefasti, lorsque les activités politiques et l'administration de la justice étaient interdites ;
- NP dont le sens reste insaisissable, mais qui marquait les feriae, jours fériés.

Vers la fin du IIe siècle, les calendriers abandonnent ces marques, probablement en partie en raison des réformes calendaires entreprises par Marc Aurèle. 
Les jours étaient également marqués par les lettres nundinales, selon un cycle A B C D E F G H, suivant la semaine de marché : elles n'ont pas été notées dans le tableau ci-dessous.
Sauf indication contraire, les dates et observances sur le tableau suivent celles indiquées par Howard Hayes Scullard, Festivals and Ceremonies of the Roman Republic, Cornell University Press, 1981, p. 96–115. Après les Ides, les dates suivent celles du calendrier julien ; les dates pré-juliennes sont indiquées entre parenthèses.
| Jour | Date romaine                                   | Statut | Observances |
| ---- | ---------------------------------------------- | ------ | --- |
| 1er  | Kalendae Apriles                               | F      | • Veneralia, en l'honneur de Vénus et Fortuna Virilis |
| 2    | a.d. IV Non. Apr.                              | F      | |
| 3    | III Non. Apr.                                  | C      | • dies natalis du temple de Quirinus, avec jeux du cirque (après le milieu du Ier siècle) |
| 4    | pridie Nonas Apriles (prid. Non. Apr.)         | C      | * Ludi megalenses (jeux de la Grande Mère) (début) |
| 5    | Nonae Apriles                                  | N      | • dies natalis du temple de Fortuna Publica • Ludi megalenses (suite) |
| 6    | VIII Id. Apr.                                  | N      | • Ludi megalenses (suite) |
| 7    | VII Id. Apr.                                   | N      | • Ludi megalenses (suite) |
| 8    | VI Id. Apr.                                    | N      | • dies natalis du temple de Castor et Pollux (après la première moitié du Ier siècle )• Ludi megalenses (suite)                                                                                                |
| 9    | V Id. Apr.                                     | N      | • Ludi megalenses (suite) |
| 10   | IV Id. Apr.                                    | N      | • dies natalis du temple de la Grande Mère sur le Palatin ; Ludi Megalenses (fin) |
| 11   | III Id. Apr.                                   | N      | • dies natalis de Septime Sévère divinisé, avec jeux du cirque |
| 12   | pridie Idūs Apriles (abrév. prid. Id. Apr.)    | N      | • Ludi Ceriales (jeux en l'honneur de Cérès) (début) |
| 13   | Idūs Apriles                                   | NP     | • Feriae Iovis mensuelles : procession et sacrifice d'un bélier, en l'honneur de Jupiter, sur le Capitole • dies natalis du temple de Jupiter Victor et du temple de Jupiter Liberator • Ludi Ceriales (suite) |
| 14   | XVIII Kal. Mai.                                | N      | • Ludi Ceriales (suite) • supplication à Victoria Augusta pour commémorer la première victoire d'Auguste (Feriale Cumanum, 4–14 apr. J.-C.)                                                                    |
| 15   | XVII Kal. Mai.                                 | NP     | • FORDICIDIA (XVI Kal. Mai. du calendrier pré-julien) • Ludi Ceriales (suite) |
| 16   | XVI Kal. Mai.                                  | N      | • Ludi Ceriales (suite) • supplication à Felicitas Imperii pour commémorer le jour où Auguste reçut le titre d' imperator (Feriale Cumanum)                                                                    |
| 17   | XV Kal. Mai.                                   | N      | • Ludi Ceriales (suite) |
| 18   | XIV Kal. Mai.                                  | N      | • Ludi Ceriales (suite) |
| 19   | XIII Kal. Mai.                                 | NP     | • CERIALIA en l'honneur de Cérès, Liber et Libéra (XII Kal. Mai. du calendrier pré-julien); Ludi Ceriales (fin)                                                                                                |
| 20   | XII Kal. Mai.                                  | N      | |
| 21   | XI Kal. Mai.                                   | NP     | • PARILIA (X Kal. Mai. du calendrier pré-julien) • Roma condita, avec jeux du cirque (après le milieu du Ier siècle)                                                                                           |
| 22   | X Kal. Mai.                                    | N      | |
| 23   | IX Kal. Mai.                                   | F      | • VINALIA en l'honneur de Venus Erycina (VIII Kal. Mai. du calendrier pré-julien) |
| 24   | VIII Kal. Mai.                                 | C      | |
| 25   | VII Kal. Mai.                                  | NP     | • ROBIGALIA (VI Kal. Mai. du calendrier pré-julien) • Serapia, festivités impériales (après le milieu du Ier siècle)                                                                                           |
| 26   | VI Kal. Mai.                                   | C      | • dies natalis de Marc Aurèle, avec jeux du cirque |
| 27   | V Kal. Mai.                                    | C      | |
| 28   | IV Kal. Mai.                                   | C      | • Ludi Florae, début des jeux de Flore (le 27 avril 27 dans le calendrier pré-julien) |
| 29   | III Kal. Mai.                                  | C      | |
| 30   | pridie Kalendas Maias (abrév. prid. Kal. Mai.) | C      | |

## Sources
1. 1 2 3 4 5  Howard Hayes Scullard, Festivals and Ceremonies of the Roman Republic (Cornell University Press, 1981), p. 96.
2. ↑  William Warde Fowler, The Roman Festivals of the Period of the Republic (London, 1908), p. 66–67.
3. ↑  Émile Benveniste, Revue de la société de Linguistique, 1931, p. 71, repris par Robert Schilling, La religion romaine de Vénus, 1951, pp. 17-184, et par Jean Bayet, La religion romaine, histoire politique et psychologique, Paris, Payot, 1999 (1re éd. 1956),  (ISBN 2-228-89213-0), p. 92
4. 1 2  Interprétations résumées par Gary Forsythe, Time in Roman Religion: One Thousand Years of Religious History (Routledge, 2012), p. 10.
5. ↑  Tacite, 15.74 et 16.12; Forsythe, Time in Roman Religion, p. 39.
6. ↑  Varron, De re rustica 1.30
7. ↑  Mary Beard, J.A. North, and S.R.F. Price, Religions of Rome: A History (Cambridge University Press, 1998), vol. 1, p. 45.
8. ↑  Fowler, Roman Festivals, p. 71.
9. ↑  Michele Renee Salzman, On Roman Time: The Codex Calendar of 354 and the Rhythms of Urban Life in Late Antiquity (University of California Press, 1990), p. 17, 122.
10. ↑  Jörg Rüpke, The Roman Calendar from Numa to Constantine: Time, History, and the Fasti, traduit par David M.B. Richardson (Blackwell, 2011, d'abord publié en allemand en 1995), p. 6.
11. ↑  Forme abrégée de ante diem IV Nonas Apriles.
12. ↑  Forme abrégée de ante diem III Nonas Apriles.
13. 1 2 3  Salzman, On Roman Time, p. 122.
14. ↑  Forme abrégée de ante diem VI Idūs Apriles, avec ante diem omis à partir de ce point.
15. ↑  Mary Beard, J.A. North, and S.R.F. Price, Religions of Rome: A Sourcebook (Cambridge University Press, 1998), vol. 2, p. 68.
16. ↑  Beth Severy, Augustus and the Family at the Birth of the Roman Empire (Routledge, 2003), p. 129.
17. ↑  Forme abrégée de ante diem XVII Kalendas Apriles avec ante diem omis, ainsi que pour tout le reste du mois.
18. ↑  Severy, Augustus and the Family, p. 129.
19. ↑  Beard et al., Religions of Rome, vol. 2, p. 68.